# Tynecastle Stadium
Tynecastle Stadium är en fotbollsanläggning belägen i Edinburgh, Skottland. Det skotska Premier League-laget Heart of Midlothian spelar sina hemmamatcher här sedan 1886. Arenan kallas ofta Tynie av Hearts fans och kallas The Pink Bus Shelter av fansen från rivalerna i Edinburgh Hibernian FC.
Tynecastle har för närvarande en kapacitet på 17 420, vilket gör den till det åttonde största i Skottland efter Murrayfield, Celtic Park, Ibrox, Hampden Park, Pittodrie Stadium, Rugby Park och Easter Road.